# 陳春愛
陳春愛（1961年—），河南溫縣陳家溝人，是中國武術家，陈式太极拳第十二代传人，為国家一级拳师、中国武术六段。有“太极女皇”和“双刀女王”之稱。現任焦作市陈氏太极拳推广套路总教练、温县陈春爱陈氏太极拳协会会长。

## 生平
出生于温县陈家沟村。9歲時經二哥陈春祥的介绍，隨陈照丕嫡孙陈孟芝學習太极拳。後又先後師從朱天才和王西安學拳。
她曾多次在各類武術比賽中獲獎。1974年该首次参加新乡地区第三届武术运动会，荣获太极拳一等奖。1979年，参加了河南电视台《拳乡行》的拍摄工作。1980年，陈家沟新建体校（1985年4月改陈家沟武术馆），她担任教员。1986年，她随温县陈式太极拳代表团到日本大阪市參與太极拳文化交流会，在會上獲贈大阪市市鑰及獲授大阪市名誉市民称号。2008年，成立温县陈春爱陈式太极拳协会。1987年，该被招收为河南省武术馆运动员，在温县体委工作。